# Dagoberto Lavalle
Pour les articles homonymes, voir Lavalle et Rojas.
Dagoberto Lavalle Rojas, né à Lima le 25 mars 1925 et mort le 13 juin 1991, est un footballeur péruvien qui jouait au poste de milieu de terrain.
Son fils, Dagoberto Lavalle Fukushima (1951-2010), était également footballeur.

## Biographie

### Carrière en club
Dagoberto Lavalle commence sa carrière au Santiago Barranco et remporte le championnat de 2e division péruvienne en 1945. Passé au Sport Boys en 1947, il remporte avec ce club le premier championnat de l'ère professionnelle au Pérou en 1951.  
Entre 1952 et 1960, il poursuit sa carrière d'abord au Deportivo Municipal puis à l'Alianza Lima. Il tire sa révérence après une dernière pige au Ciclista Lima en 1962.

### Carrière en équipe nationale
International péruvien, Dagoberto Lavalle compte 11 capes en équipe nationale entre 1949 et 1956. Il participe à deux éditions du championnat sud-américain en 1949 au Brésil puis en 1955 au Chili où le Pérou se hisse à la 3e place à chaque fois. Il dispute également deux éditions du championnat panaméricain en 1952 au Chili et en 1956 au Mexique.

## Palmarès

### En club
| Santiago Barranco - Championnat du Pérou D2 (1) : - Champion : 1945. |  | Sport Boys - Championnat du Pérou (1) : - Champion : 1951. |

### En équipe nationale
Pérou
- Championnat sud-américain :
  - Troisième : 1949 et 1955.